# МЦ112
МЦ112 — малокалиберная произвольная винтовка разработки тульского предприятия ЦКИБ СОО. Создана на основе произвольной винтовки МЦ12 для спортивной стрельбы по неподвижным мишеням на дистанции 50 м в условиях спортивных тиров. Относится к тяжелым образцам целевого оружия, предназначена для достижения наивысших результатов в спортивной стрельбе. Является спортивным оружием высшего класса, обладает высокой кучностью боя, поперечник рассеяния не превышает 12 мм на дистанции 50 м.

## Конструкция
По сравнению с винтовкой МЦ12 была улучшена форма ложи, особое внимание уделено совершенствованию технологии обработки канала ствола. Изменены конструкции вкладыша коробки и (частично) затвора, что повысило удобство при заряжании винтовки и позволило уменьшить прилагаемое спортсменом усилие при досылке патрона, закрывании и открывании затвора. Новая конструкция бесшнеллерного спускового механизма сократила время его срабатывания.

## Варианты и модификации
Выпускалась в нескольких вариантах:
- МЦ-121 — с электроспуском.
- МЦ-112-1[2]
- МЦ-112-2